# نهر مصقلة

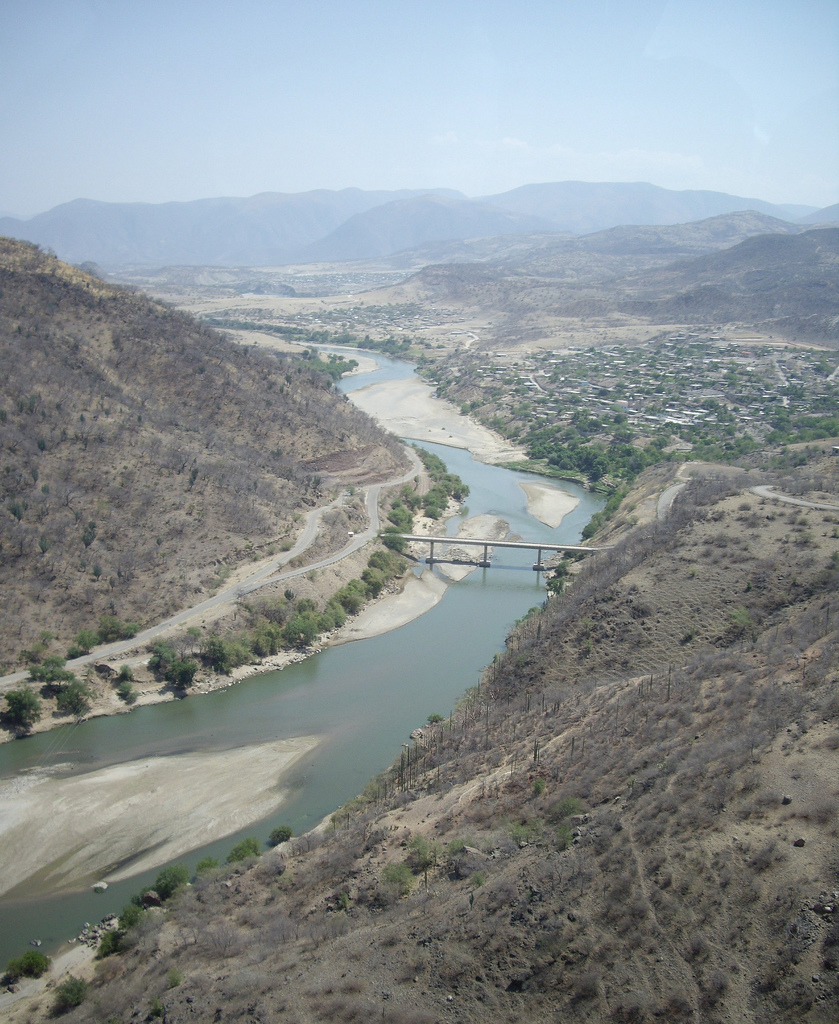
نهر مصقلة

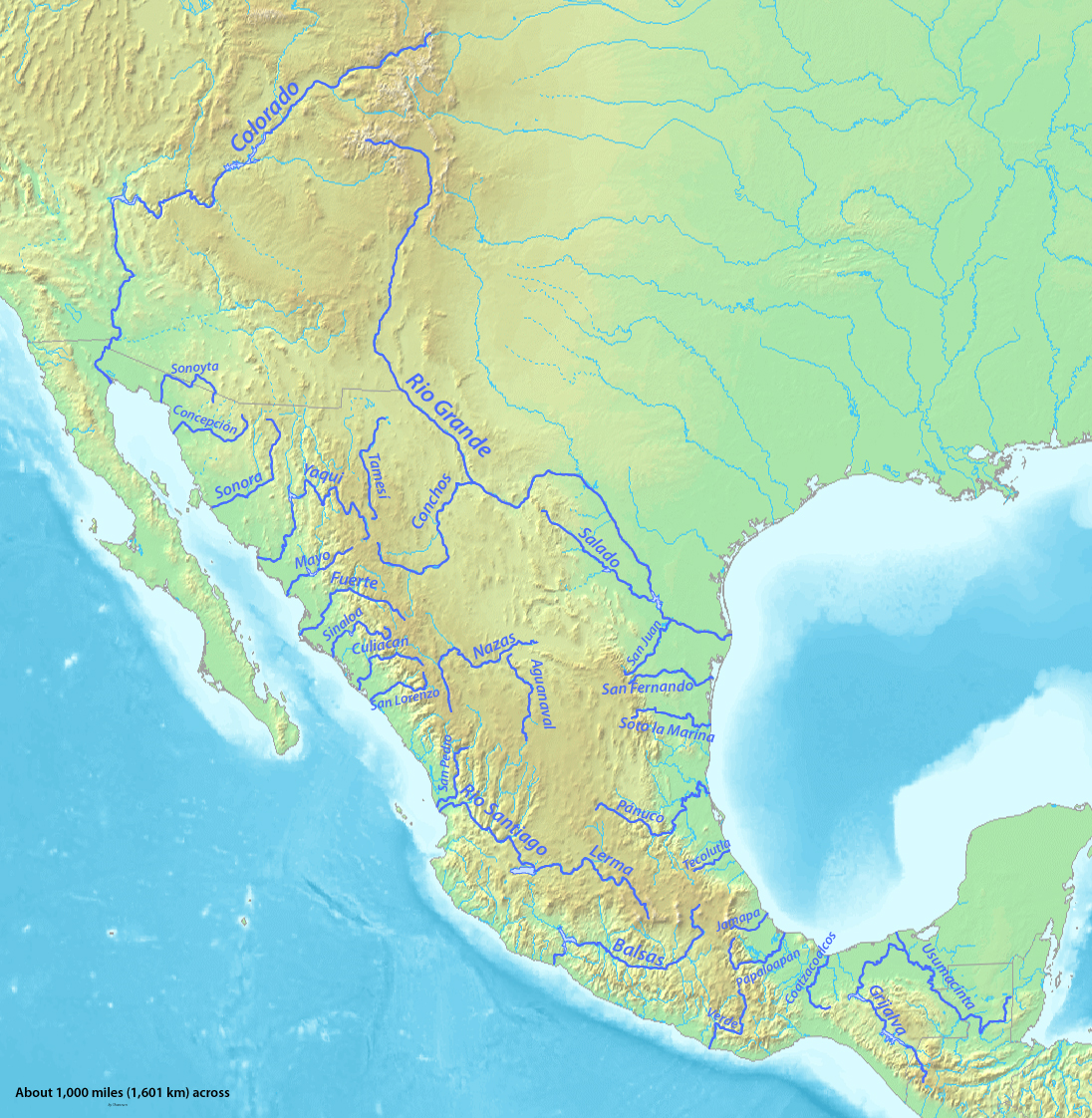
خارطة تظهر أنهار المكسيك، حيث يظهر نهر مصقلة (Balsas) في الجنوب الغربي

نَهْر بَلْسَاس أو نَهْر مَصْقَلَة (بالإسبانية: Río Balsas أو Mezcalartec، بالإنجليزية: Balsas River أو Mezcala River) هو نهر يسيل في جنوب المكسيك، ويصبّ في المحيط الهادي.